# Squamidium perinflatum
Squamidium perinflatum là một loài Rêu trong họ Meteoriaceae. Loài này được (Müll. Hal. ex E. Britton) Herzog miêu tả khoa học đầu tiên năm 1916.